# Pilham
Pilham is een civil parish in het bestuurlijke gebied West Lindsey, in het Engelse graafschap Lincolnshire. 
Pilham komt in het Domesday Book (1086) voor als 'Pileham'. In 1870-1872 beschreef de Imperial Gazetteer of England and Wales de nederzetting als een plaatsje met een oppervlakte van 445 hectare en een bevolking van 89 personen.. Het was een zogenaamde 'ancient parish', een met bestuurlijke taken belaste parochie. In 2001 telde het plaatsje 76 inwoners, 
maar het is geen zelfstandige civil parish.